# Alexander Nikolajewitsch Ostrowski

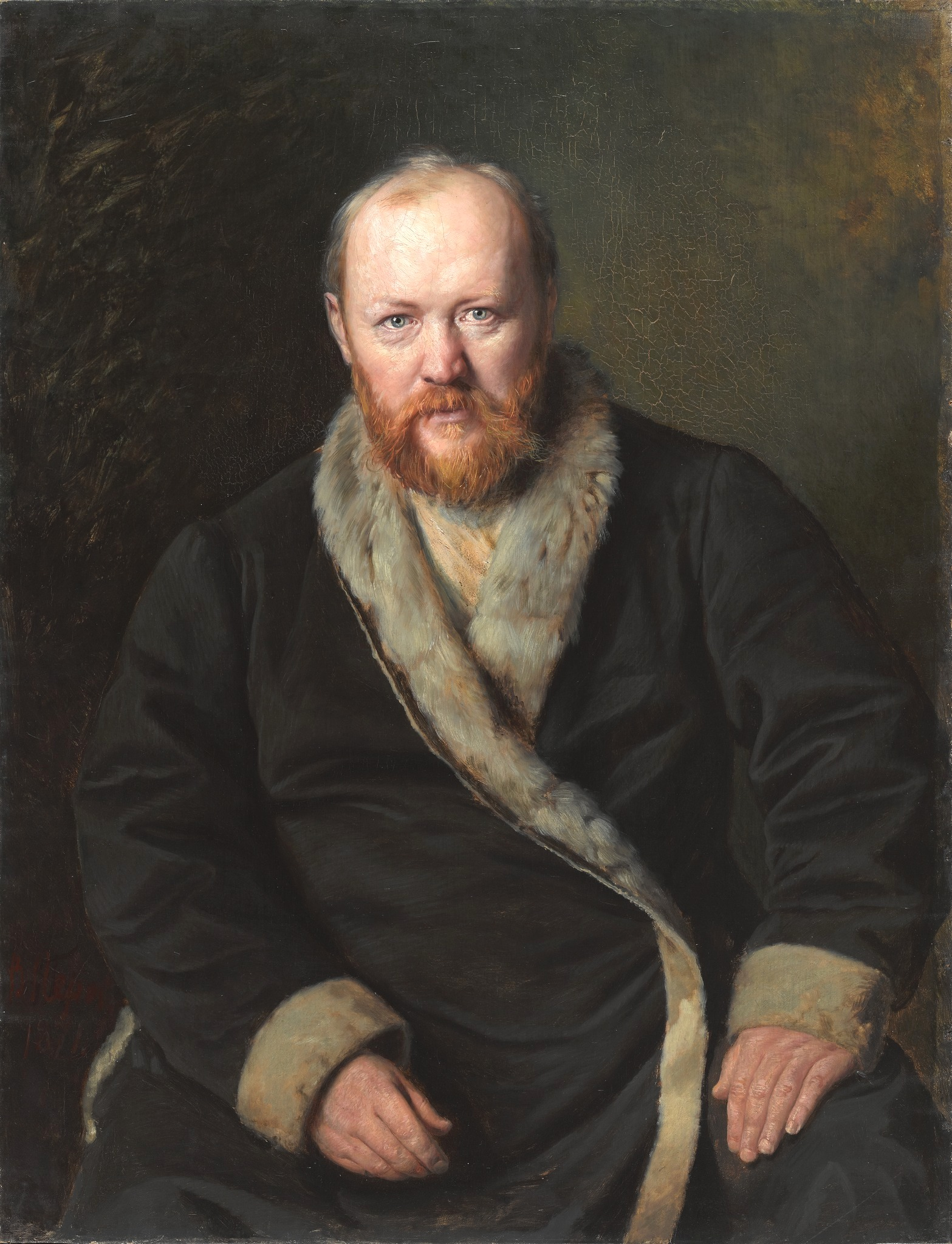
Porträt A. N. Ostrowskis von Wassili Perow, 1871.

Alexander Nikolajewitsch Ostrowski (russisch Александр Николаевич Островский; wiss. Transliteration Aleksandr Nikolaevič Ostrovskij; * 31. Märzjul. / 12. April 1823greg. in Moskau; † 2. Junijul. / 14. Juni 1886greg. in Schtschelykowo) war ein russischer Dramatiker. Er verfasste 47 Theaterstücke (sieben davon zusammen mit anderen Autoren) und „schuf nahezu im Alleingang ein Repertoire an russischen Originalstücken“.

## Leben

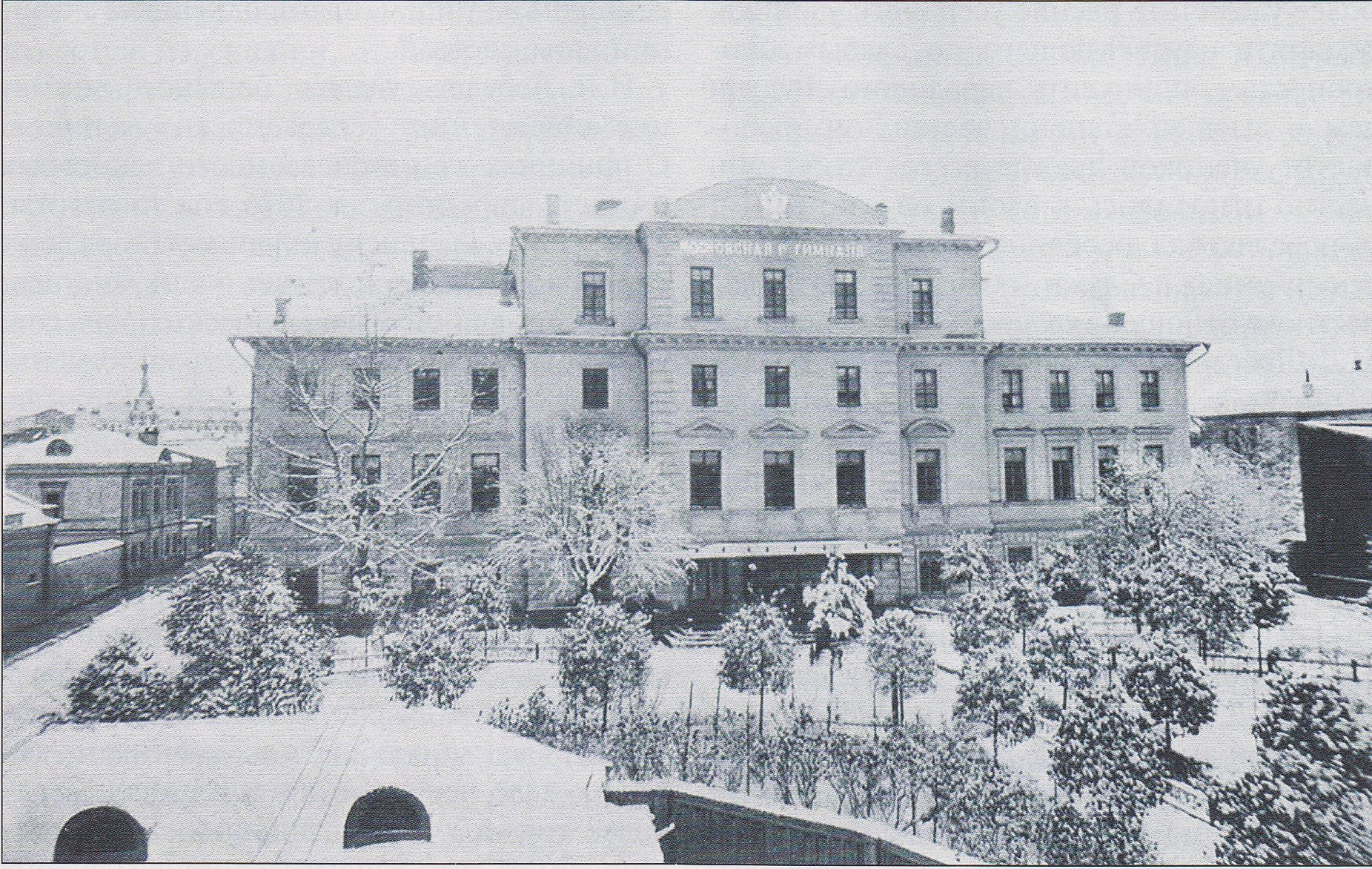
Das Erste Moskauer Gymnasium.

Ostrowski war der Erstgeborene von vier Kindern eines Gerichtsbeamten. Seine Mutter starb, als er neun Jahre alt war. Die Familie lebte in Samoskworetschje, der Kaufmanns- und Handwerkersiedlung des alten Moskau. 1835 trat er in das Erste Moskauer Gymnasium ein. Dem folgte 1840 ein Studium an der juristischen Fakultät der Moskauer Universität, das er jedoch 1843 aufgab. Auf Wunsch seines Vaters arbeitete er danach in verschiedenen Kanzleien als Schreiber.
Ostrowskis früheste literarische Versuche reichen bis ins Jahr 1843 zurück. 1849 stellte er seine erste Komödie Der Bankrott fertig, die 1850 unter dem Titel Es bleibt ja in der Familie im Moskwitjanin veröffentlicht wurde. Für die Aufnahme des Stücks in die erste Sammlung seiner Werke (1859), musste er auf Verlangen der Zensur mehrere Stellen ändern.
1851 kündigte Ostrowski seinen Dienst und widmete sich ganz seinem künstlerischen Schaffen. Seine ersten Dramen wurden auf Russlands Bühnen große Erfolge. Da der Staat das Theatermonopol innehatte und die Autoren dadurch oft auf Gehalt verzichten mussten, damit ihre Stücke überhaupt aufgeführt werden konnten, lebte auch Ostrowski ständig in Geldsorgen. Ostrowskis Idee war es, ein anspruchsvolles Repertoire russischer Originalstücke zu schaffen. Am 1. Januar 1886 wurde Ostrowski schließlich zum Leiter der Spielplanabteilung der Moskauer Theater und zum Direktor der Theaterschule ernannt, er starb jedoch noch im selben Jahr.
Seit 1863 war er korrespondierendes Mitglied der Russischen Akademie der Wissenschaften.

## Wirkung
Ostrowski gilt als ein Meister der Komödie. Stücke wie Klugsein schützt vor Torheit nicht oder Armut ist kein Laster gelten bis heute als zwei der einflussreichsten russischen Komödien. Ostrowski hatte ebenfalls großen Einfluss auf Lew Tolstoi, der sich in jungen Jahren viele Ostrowski-Komödien angesehen hatte.
Leoš Janáčeks Oper Káťa Kabanová (1919–1921) basiert auf Ostrowskis Drama Gewitter.
Für eine Adaption von Ostrowskis Stück Eine Dummheit macht auch der Gescheiteste produzierte Sergej Eisenstein 1923 den Kurzfilm Glumows Tagebuch, in dem er Glumow, eine Figur aus dem Stück von Ostrowski durch verschiedene Bewegungen in seine unterschiedlichen Rollen verwandelt.

## Dramen (Auswahl)
| Titel                                                                                | Erscheinungsjahr                        | Originaltitel                                        |
| ------------------------------------------------------------------------------------ | --------------------------------------- | ---------------------------------------------------- |
| Ein Familienbild                                                                     | 1847                                    | Семейная картина                                     |
| Es bleibt ja in der Familie                                                          | 1850                                    | Свои люди — сочтёмся                                 |
| Der Morgen eines jungen Mannes                                                       | 1850                                    | Утро молодого человека                               |
| Die arme Braut                                                                       | 1852                                    | Бедная невеста                                       |
| Setz dich nicht in fremde Schlitten                                                  | 1853                                    | Не в свои сани не садись                             |
| Armut ist kein Laster                                                                | 1854                                    | Бедность не порок                                    |
| Lebe nicht so, wie du möchtest                                                       | 1854                                    | Не так живи, как хочется                             |
| Der bittre Rest beim fremden Fest                                                    | 1856                                    | В чужом пиру похмелье                                |
| Ein einträglicher Posten                                                             | 1856                                    | Доходное место                                       |
| Feiertagstraum vor dem Essen                                                         | 1857                                    | Праздничный сон — до обеда                           |
| Wenn die Charaktere nicht zusammenpassen                                             | 1858                                    | Не сошлись характерами!                              |
| Die Ziehtochter (auch: Wenn Katzen spielen, müssen Mäuse weinen)                     | 1859                                    | Воспитанница                                         |
| Ein alter Freund taugt mehr als zwei neue                                            | 1860                                    | Старый друг лучше новых двух                         |
| Gewitter                                                                             | 1860                                    | Гроза                                                |
| Wo eigne Hunde raufen, bleibe ein Fremder fern                                       | 1861                                    | Свои собаки грызутся, чужая не приставай             |
| Was einer sucht, das findet er (Balsaminows Heirat)                                  | 1861                                    | За чем пойдёшь, то и найдёшь (Женитьба Бальзаминова) |
| Kosma Sacharjitsch Minin-Suchoruk                                                    | 1862 (Erstfassung), 1866 (Zweitfassung) | Козьма Захарьич Минин-Сухорук                        |
| Sünde und Not sind für alle da                                                       | 1863                                    | Грех да беда на кого не живёт                        |
| Schwere Tage                                                                         | 1863                                    | Тяжёлые дни                                          |
| Die Spaßmacher                                                                       | 1864                                    | Шутники                                              |
| Ein besuchter Platz (auch: Diebe und Liebe)                                          | 1865                                    | На бойком месте                                      |
| Der Abgrund                                                                          | 1866                                    | Пучина                                               |
| Der falsche Demetrius und Wassili Schuiski                                           | 1867                                    | Дмитрий Самозванец и Василий Шуйский                 |
| Eine Dummheit macht auch der Gescheiteste (auch: Klugsein schützt vor Torheit nicht) | 1868                                    | На всякого мудреца довольно простоты                 |
| Ein heißes Herz                                                                      | 1869                                    | Горячее сердце                                       |
| Tolles Geld (auch: Verrücktes Geld)                                                  | 1870                                    | Бешеные деньги                                       |
| Der Wald                                                                             | 1871                                    | Лес                                                  |
| Alle Tage ist kein Sonntag                                                           | 1871                                    | Не всё коту масленица                                |
| Erst kein Groschen und nun ein Taler                                                 | 1872                                    | Не было ни гроша, да вдруг алтын                     |
| Schneeflöckchen                                                                      | 1873                                    | Снегурочка                                           |
| Späte Liebe                                                                          | 1873                                    | Поздняя любовь                                       |
| Ehrlich verdientes Brot                                                              | 1874                                    | Трудовой хлеб                                        |
| Wölfe und Schafe                                                                     | 1875                                    | Волки и овцы                                         |
| Reiche Bräute                                                                        | 1876                                    | Богатые невесты                                      |
| Das letzte Opfer                                                                     | 1878                                    | Последняя жертва                                     |
| Mädchen ohne Mitgift (auch: Schlechte Partie)                                        | 1878                                    | Бесприданница                                        |
| Die geplagten Ehefrauen                                                              | 1881                                    | Невольницы                                           |
| Talente und Verehrer                                                                 | 1881                                    | Таланты и поклонники                                 |
| Der schöne Mann                                                                      | 1882                                    | Красавец мужчина                                     |
| Die schuldlos Schuldigen                                                             | 1884                                    | Без вины виноватые                                   |
| Nicht von dieser Welt                                                                | 1885                                    | Не от мира сего                                      |

## Verfilmungen
- 1965: Wer heiratet wen? (Женитьба Бальзаминова)
- 1984: Eine bittere Romanze (Жестокий романс)
- 2014: Der Wald (La Forêt)[3]